# Каганский, Владимир Леопольдович
Влади́мир Леопо́льдович Кага́нский (род. 18 апреля 1954, Тушино) — советский и российский географ и учёный в области теории классификации (классиологии); публицист. Кандидат географических наук.
Автор более 300 научных и научно-публицистических работ. Основные области исследований — теоретическая география, теория районирования и классификация, проблема границ и лимология (учение о границах), герменевтика российского культурного ландшафта и постсоветского пространства, теория путешествий.
Участник междисциплинарных исследований, путешественник.
Автор ряда спецкурсов в МГУ, Высшей школе экономики и других высших учебных заведениях.

## Биография

### Детство и юность
Родился 18 апреля 1954 года в Покровском-Стрешневе (позже включённом в состав Москвы), второй ребёнок в семье (сестра старше 15 годами). Родители — Леопольд Генрихович Каганский, бывший политзэк, инженер-гидростроитель (практик, без диплома) и Капитолина Ивановна Львова, дочь репрессированного трактирщика. Увлёкся географией подростком, читая книги серии «Путешествия. Приключения. Фантастика» и подолгу рассматривая географические карты и атласы (семья жила скромно, но на еду и книги денег не жалела). Учился в школе Юных географов Географического факультета МГУ; рано пристрастился к чтению научной и научно-популярной литературы в разных областях. Неоднократно побеждал на географических олимпиадах.

### Университетские годы
В 1971 году поступил на Географический факультет МГУ. При выборе кафедры (специализации) колебался, избрав кафедру экономической географии СССР, имевшую при Юлиане Саушкине репутацию «относительно либеральной». По своим рассказам, на занятия ходил лишь по необходимости, много времени проводил в библиотеках; внимательно изучил все русские географические журналы от начала издания до середины 1970-х гг. Заинтересовался и стал заниматься теорией районирования и проблемой границ. Пришёл к Б. Б. Родоману и постепенно стал его неформальным учеником. Первые научные доклады сделал студентом, излагая результаты анализа ситуации границ. В аспирантуру и на работу в МГУ принят не был, как полагает Каганский, из-за самостоятельного поведения, усугублённого еврейской
фамилией; формально — из-за тройки по политэкономии социализма, что было крамолой.

### Трудовая деятельность
Был направлен по распределению во Всесоюзный институт экономики минерального сырья и геологоразведочных работ Министерства геологии СССР и (номинально) АН СССР, где занимался написанием отчётов. Сразу после окончания срока распределения уволился, некоторое время не мог найти работу.
Около семи лет — 1980—1987 гг. — работал на должности инженера в Лаборатории земельных фондов кафедры физической географии СССР Географического факультета МГУ, где разрабатывал и апробировал на конкретных картах методики мелкомасштабного картографирования сельского хозяйства и агропромышленного комплекса СССР; соавтор первой методики картографирования АПК СССР. Опубликовал ряд карт. Теоретической географией занимался параллельно, из-за неприязненного отношения со стороны руководства кафедры (Н. А. Гвоздецкий и К. Н. Дьяконов) вынужден был уйти. Совместно с Леонидом Смирнягиным вёл факультетский семинар по теории и методологии районирования.
В 1987 году уволен с географического факультета МГУ за занятия теоретической географией — «это трактовалось как преступное занятие».
Пребывал в 1988—1990 гг. в аспирантуре Института истории естествознания и техники АН СССР (принят со второго раза) по специальности «философские вопросы естествознания», написал диссертацию (книгу) по логике районирования и там же работал год, занимаясь изучением районирования и картографирования пространства науки.
В 1992 работал в Институте коммерческой инженерии
Начиная с 1992 — сотрудник Института национальной модели экономики, частной исследовательской организации, основанной Виталием Найшулем.
В 2012 году получил учёную степень кандидата географических наук, защитив в Институте географии РАН диссертацию на тему «Пространственные закономерности культурного ландшафта современной России».

## Цитаты
Вячеслав Глазычев (2004):
Он себя называет путешественником, я бы его назвал философом российских пространств. Это человек, который говорит от себя и через себя, который обладает замечательной способностью из миниатюрных деталей набирать основания для очень серьёзного, очень любопытного суждения о стране, о её конструкции, о её структурных изменениях.

### Публикации Владимира Каганского

#### Монография
- Культурный ландшафт и советское обитаемое пространство. — М.: Новое литературное обозрение, 2001. — 576 с. — ISBN 5-86793-142-0

#### Важнейшие статьи

##### Научные статьи
- «Район и страна» В. П. Семенова-Тян-Шанского: современное звучание и значение // Изв. АН СССР. Сер. геогр. — 1979. — № 3. — (Соавторы П. М. Полян, Б. Б. Родоман).
- О специфике языка картоидов // Новое в тематике, содержании и методах составления экономических карт. — М.: МФГО, 1979. — С. 43-49. — (Соавтор Н. Н. Казанцев).
- Мир географических открытий и мир современной географии // Исследовательские программы в современной науке. — Новосибирск: Наука, 1987.
- Классификация как знание и знание о классификации // Язык и структура знания. — М.: Ин-т языкознания, 1990. — С. 123—140.
- Классификация, районирование и картирование семантических пространств // Научно-техническая информация. Сер. 2. — 1991. — № 3.
- Карта как общий способ представления знаний // Научно-техническая информация. Сер. 2. — 1992. — № 5. — (Соавтор Ю. А. Шрейдер).
- Административно-территориальное деление: логика системы и противоречия в ней // Изв. РАН, сер. географ. — 1993. — № 4.
- Проблемно-конфликтная структура как основа типологии регионов // Географические основы типологии регионов для формирования региональной политики России. — М.: ИГ РАН, 1995.
- Региональная аналитика и видение регионов // Кентавр. Методологич. и игротехнический альманах. — Выпуск 20. — 1998.
- Этюды о границах. I Ситуация границы и граница // Мир психологии. — 1999. — № 4 (20). — С. 103—116.
- Путешествие в ландшафте и путешествие в культуре // Культура в современном мире: опыт, проблемы, решения. — 2001. — Вып. 2. — С. 3-18.
- Путешествие в ландшафте и путешествие в культуре // Культура в современном мире: опыт, проблемы, решения. — 2001. — Вып. 2.
- Концептуальное путешествие по земному ковру (к семидесятилетию Б. Б. Родомана) // Кентавр. Методологический и игротехнический альманах. — 2002. — Выпуск 28.
- Невменяемое пространство // Отечественные записки. — 2002. — № 6.
- Регионализация, регионализм, пострегионализация // Интеллектуальные и информационные ресурсы и структуры для регионального развития. — М.: ИГ РАН, 2002.
- Основные практики и парадигмы районирования // Региональные исследования. — 2003. — № 2. — С. 16-30.
- Кривда и правда евразийства. Смысл и статус евразийской концепции пространства России. Статья первая. Евразийство как позиция // Общественные науки и современность. — 2003. — № 4.
- Кривда и правда евразийства. Смысл и статус евразийской концепции пространства России. Статья вторая. Правда евразийства? // Общественные науки и современность. — 2003. — № 5.
- Россия. Пространственное развитие? // Сообщение. Технологический журнал для гуманитариев. — 2003, июнь. — № 6 (42).
- Путешествия и границы // Культурное пространство путешествий. 8-10 апреля 2003 г. Тезисы форума. — СПб.: Центр изучения культуры, 2003.
- Внутренний Урал // Отечественные записки. — 2003. — № 3 (12).
- Неизвестная Чувашия // Отечественные записки. — 2003. — № 1. — (Соавтор Б. Б. Родоман).
- Экологические блага российского милитаризма // Отечественные записки. — 2004. — № 1. — (Соавтор Б. Б. Родоман).
- Методологическая заметки о современном россиеведении // Кентавр, Методологический и игротехнический альманах. — Вып. 33. — 2004.
- Пространство, государство и реформы // Отечественные записки. — 2004. — № 2.
- Экологические блага российского милитаризма // Отечественные записки. — 2004. — № 1 (16). — (Соавтор Б. Б. Родоман).
- Географические факторы успешного развития // Мы и они. Россия в сравнительной перспективе. — М.: Изд-во Ин-та экономики переходного периода, 2005.
- Ландшафт как земное тело человека и его герменеврирование (феномен культурного ландшафт и подходы к нему) // Логос живого и герменевтика телесности. Постижение культуры: Ежегодник. Вып. 13-14. — М.: Академический Проект; РИК, 2005.
- Естественные колебания и искусственная нестабильность.
- Россия — СССР сегодня? Сравнительный портрет пространств. Статья первая. Сходство // Общественные науки и современность. — 2005. — № 2.
- Россия — СССР сегодня? Сравнительный портрет пространств. Статья вторая. Различие // Общественные науки и современность. — 2005. — № 3.
- Россия — СССР сегодня? Статья третья. Сравнительный портрет пространств. Государство РФ и российское пространство // Общественные науки и современность. — 2005. — № 4.
- Культурный ландшафт (серия статей) // Русский журнал.
- Постсоветская культура: вид из ландшафта // Обсерватория культуры. Журнал-обозрение. — 2006. — № 3.
- Культурный ландшафт (2) (Материалы к словарю гуманитарной географии // Гуманитарная география: Научный и культурно-просветительский альманах / Отв. ред. И. И. Митин; сост. Д. Н. Замятин; авт. Белоусов С., Вахрушев В., Глушкова И. и др. — Вып. 5. — М.: Институт Наследия, 2008. — С. 243—246.
- Культурный ландшафт: основные концепции в российской географии // Обсерватория культуры. — 2009. — № 1. — С. 62-70.
- Пространство в теоретической географии школы Б. Б. Родомана: итоги, проблемы, программа // Известия РАН. Серия географическая. — 2009. — № 2. — С. 1-10.
- Пространственные аспекты культурного ландшафта современной России. Авт. дис к.г.н. — М.: ИГ РАН, 2009. — (В печати).
- Теоретическая география // Biosemiotica Slavica.
- Советское пространство: ландшафтный и экологический аспект // Лабиринт. Журнал социально-гуманитарных исследований № 5, 2012 — С.26 — 36

#### Научно-популярные статьи и публичные выступления
- Ответ В. Глазычеву // Русский журнал. — 6 февраля 2002 года.
- Россия — Франция // География. — № 29 (660). — 1-7 августа 2002 года.
- Незамеченные революции. Дачный бум // Колокол. — 2003. — № 3,4 (8,9).
- Мерзость запустения // Политический журнал. — № 39 (42). — 25 октября 2004 года.
- «Преодоление советского пространства». Публичная лекция Владимира Каганского в кафе «Билингва» в рамках проекта "Публичные лекции «Полит.ру». 4 ноября 2004 года.
- Ответы на новогодний опрос «Полит.ру» (недоступная ссылка). Декабрь 2007 года.

##### Рецензии
- Узор ковра. Земной и идеальный портрет российско-советского пространства. [Рецензия на книгу: Родоман Б. Б. Территориальные ареалы и сети. Очерки теоретической географии. — Смоленск: Ойкумена, 1999. — 256 с.] // НГ Экслибрис. — 6 июля 2000 года.

#### Программы учебных курсов
- Теоретическая география постсоветского пространства.
- Социальная география российского пространства.

#### Интервью
- Балла Ольга. Владимир Каганский: «Мне повезло обнаруживать лакуны» // Частный Корреспондент. — 20 июня 2014 года.